# Àlex Antor i Seignourel
Àlex Antor i Seignourel   (Narbona, 1 d'abril de 1979) és un esquiador alpí andorrà que representà el seu país als Jocs Olímpics d'Hivern de l'any 2006. També fou el portador de la bandera durant la cerimònia d'inauguració.